# Insidious : Chapitre 2
Série Insidious
Insidious
(2010) Insidious : Chapitre 3
(2015)
Pour plus de détails, voir Fiche technique et Distribution.
Insidious : Chapitre 2, ou Insidieux : Chapitre 2 au Québec (Insidious: Chapter 2), est un film d'horreur américano-canadien réalisé par James Wan sorti en 2013.
Il s'agit de la suite du film Insidious du même réalisateur, sorti en 2010.

## Synopsis
Alors que la police enquête sur la mort brutale d'Elise Rainier, une médium qui a plusieurs fois aidé les Lambert, Renai constate avec effroi que les esprits n'ont pas fini de tourmenter sa famille.
En 1986, une médium nommée Elise Rainier et son meilleur assistant, Carl, viennent en aide à la famille Lambert. Le fils de Lorraine Lambert (Josh) est en proie à de terribles terreurs nocturnes du fait d'un don qu'il possède, et qui lui permet de vivre des expériences hors de son corps : le voyage astral. Mais le fait qu'il voyage entre les mondes n'est pas sans risques, et il a attiré l'attention d'un esprit malveillant, un parasite qui veut à terme prendre sa place dans le monde des vivants. Terrifiée par les révélations d'Elise, Lorraine Lambert demande alors que son fils ne puisse plus utiliser son don et qu'il en oublie jusqu'à l'existence.
Des années plus tard, Elise est de nouveau appelée à l'aide pour aider le fils de Josh, Dalton, dont l'esprit a été emprisonné par un démon. Celui-ci est contraint de réutiliser son don pour ramener son fils du monde des esprits et bien qu'il y arrive, l'expérience laisse de profondes séquelles dans sa famille, sans compter qu'Elise est retrouvée assassinée. Alors que la police enquête sur les circonstances de sa mort, la famille Lambert s'installe temporairement chez la mère de Josh, là même où Elise était intervenue plusieurs années auparavant.
Les résultats de l'enquête concluent rapidement à la non-culpabilité de Josh malgré les soupçons de sa femme. Pourtant, peu à peu, de nouveaux événements viennent troubler la vie des Lambert. Le piano semble jouer tout seul, les jouets du bébé se déclenchent sans raison, et Dalton qui dort avec son frère dans l'ancienne chambre de Josh est même assailli une nuit par des esprits malveillants. Tout doute disparait définitivement quand Renai commence à percevoir les apparitions violentes d'une femme vêtue d'une robe blanche.
Les deux assistants d'Elise, Specs et Tucker, sont alors appelés à l'aide et sollicitent à leur tour l'aide de Carl, le premier assistant d'Elise, aujourd'hui à la retraite. Lui-même médium, Carl tente d'entrer en contact avec l'esprit d'Elise qui semble lui répondre et l'oriente vers un hôpital désaffecté où la mère de Josh a travaillé plusieurs années auparavant. Assailli par des visions du passé, Carl s'arrête à l'ancienne unité des soins intensifs, occupée à l'époque par Parker Crane. Ce patient avait notamment attaqué Josh lorsqu'il avait rendu visite à sa mère et s'était suicidé peu de temps après. Appelant de nouveau l'esprit d'Elise à l'aide, la vision de Carl les oriente cette fois vers la maison de Parker Crane.
Arrivé sur place, le groupe découvre 15 corps décomposés, mis là par un tueur psychopathe surnommé la « mariée en noir ». Ils comprennent alors que l'esprit qui les a guidés jusqu'à présent n'est pas Elise, mais la mère de Parker Crane qui se servait de son fils pour assouvir ses pulsions de meurtres. Faisant progressivement le lien entre leurs découvertes et les événements relatés dans Insidious, Carl et Lorraine en déduisent que Josh pourrait bien être sous l'influence de Parker Crane ou celle de sa mère. Specs, Carl et Tucker mettent alors au point un plan pour neutraliser Josh alors que Lorraine s'en va d'urgence prévenir Renai. Attaqué par Parker Crane qui a effectivement pris le contrôle de Josh, Carl se réveille dans le monde des esprits, pour tomber sur l'esprit de Josh toujours prisonnier. Alors qu'ils tentent de revenir à la source du mal, c'est-à-dire la maison de la mère de Parker Crane, les deux compagnons arrivent  à la maison où la famille Lambert avait emménagé, pour constater que les bruits suspects du premier film étaient en fait des tentatives de Josh pour entrer en contact avec sa famille. Alors qu'un esprit s'apprête à s'attaquer à sa fille Cali, l'esprit d'Elise vient faire fuir l'apparition, et se propose d'accompagner Josh dans sa quête.
Au cours de son voyage, ce dernier se rend à la maison de sa propre mère, le temps n'ayant pas la même valeur d'un monde à l'autre, il assiste à son propre « exorcisme » du temps de sa jeunesse et comprend que c'est son soi grand qui s'est adressé à lui petit. Mais le temps presse car dans le monde réel, Lorraine et Renai revenues à la maison sont attaquées par Parker Crane toujours dans le corps de Josh. Fuyant pour leur survie dans un déchainement de violence, Renai et ses enfants se réfugient au sous-sol pendant que Josh entreprend de défoncer la porte. Dalton décide de repartir dans le monde des esprits, pour chercher son père en emmenant avec lui un jouet qu'a construit son petit frère. Dans le monde des esprits, Carl, Elise et Josh arrivent finalement à la maison de Parker Crane et assistent à une scène au cours de laquelle la mère de Parker lui reproche d'être un garçon, et le force à se travestir en fille. Le profil psychopathe de la mariée en noir est né de ce travestissement forcé, et de la tentative finale de Parker Crane de s'émasculer. Pourtant, la bonne part du garçon est encore présente en ces lieux et c'est son intervention qui permet finalement à Elise de faire fuir définitivement l'esprit de la mère et de sauver les enfants Lambert ainsi que Renai dans le monde réel.
Josh entend la voix de Dalton et  parvient à retrouver le chemin de son corps. Tout porte donc à croire que les esprits laisseront désormais la famille Lambert en paix. Plus tard, Specs et Tucker se rendent chez une famille ayant besoin d'aide. Pendant qu'ils discutent sur le palier de la porte, Elise arrive à pénétrer chez eux et tente de prendre contact avec Allison, qui aurait ramené un esprit malfaisant lors de son accident.

## Fiche technique
- Titre original : Insidious: Chapter 2
- Titre français : Insidious : Chapitre 2
- Titre québécois : Insidieux : Chapitre 2
- Réalisation : James Wan
- Scénario : Leigh Whannell, d'après une histoire de James Wan et Leigh Whannell
- Musique : Joseph Bishara
- Direction artistique : Jason Garner
- Décors : Jennifer Spence
- Costumes : Kristin M. Burke
- Photographie : John R. Leonetti
- Montage : Kirk M. Morri
- Production : Jason Blum
- Sociétés de production : Stage 6 Films, Entertainment One, Blumhouse Productions, Room 101 Productions et IM Global
- Sociétés de distribution : FilmDistrict (États-Unis), Alliance Atlantis (Canada), Sony Pictures Releasing France (France)
- Budget : 5 000 000 $ [1]
- Pays de production :  États-Unis et  Canada
- Langue originale : anglais
- Format : couleur - 2.35 : 1 - Dolby numérique - 35 mm
- Genre : Épouvante
- Durée : 106 minutes
- Dates de sortie :
  - Canada, États-Unis : 13 septembre 2013
  - Belgique, France : 2 octobre 2013
- Classification :
  - France : interdit aux moins de 12 ans lors de sa sortie en salles
  - États-Unis : PG-13 (Accord parental - les enfants de moins de 13 ans doivent être accompagnées d'un adulte)

## Distribution
- Patrick Wilson (VF : Alexis Victor ; VQ : Patrice Dubois) : Josh Lambert
- Rose Byrne (VF : Chantal Macé ; VQ : Mélanie Laberge) : Renai Lambert
- Barbara Hershey (VF : Béatrice Delfe ; VQ : Marie-Andrée Corneille) : Lorraine Lambert
- Lin Shaye (VF : Anne Jolivet ; VQ : Madeleine Arsenault) : Elise Rainier
- Leigh Whannell (VF : Damien Witecka ; VQ : Philippe Martin) : Steven Specs
- Angus Sampson (VF : Sylvain Lemarié ; VQ : Frédéric Paquet) : Tucker
- Steve Coulter (VQ : Benoît Rousseau) : Carl
- Priscilla Garita (VF : Christèle Billault) : Natalie
- Ty Simpkins : Dalton Lambert
- Andrew Astor : Foster Lambert
- Jocelin Donahue (VF : Pamela Ravassard) : Lorraine Lambert jeune
- Lindsay Seim : Elise Rainier jeune
- Tyler Griffin : jeune Parker
- Garrett Ryan : jeune Josh
- Tom Fitzpatrick : Bride in Black / Parker âgé
- Michael Beach (VF : Bruno Henry) : Detective Sendal
- Danielle Bisutti (VF : Claire Guyot) : la mère de Parker Crane
- Jenna Ortega : Annie

Source et légende : Version française (VF) sur RS Doublage et sur AlloDoublage ; version québécoise (VQ) sur Doublage.qc.ca

## Box-office
- Dès sa sortie, le film a frappé un grand coup en s’imposant à la tête du box-office nord-américain, avec des recettes de 41 millions de dollars, selon les chiffres communiqués par la société spécialisée Exhibitor Relations.
- Le deuxième volet de la saga, qui met en scène Patrick Wilson, père d’une famille livrée aux esprits, a amassé ainsi plus de trois fois le score du premier weekend à l’affiche du premier volet en avril 2011 (13,2 millions).
- De plus, il réalise, par cet exploit, le deuxième meilleur démarrage jamais enregistré en septembre aux Etats-Unis, derrière celui d’Hôtel Transylvanie (2012) l’an dernier, avec 42,5 millions[5].